# Liste französischer Komponisten klassischer Musik

## A
- Alain Abbott (* 1938)
- Isabelle Aboulker (* 1938)
- Adolphe Adam (1803–1856)
- Jehan Alain (1911–1940)
- Jacques Albrespic (1922–1987)
- Charles Valentin Alkan (1813–1888)
- Napoléon Alkan (1826–1906)
- Gilbert Amy (* 1936)
- Camille Andrès (1864–1904)
- Albert Androt (1781–1804)
- Eugène Anthiome (1836–1916)
- Jean Aubain (1928–2015)
- Daniel-François-Esprit Auber (1782–1871)
- Tony Aubin (1907–1981)
- Georges Auric (1899–1983)

## B
- Alfred Bachelet (1864–1944)
- Pierre Baillot (1771–1842)
- Claude Ballif (1924–2004)
- Édouard Baptiste (1820–1876)
- Auguste Barbereau (1799–1879)
- Augustin Barié (1883–1915)
- Elsa Barraine (1910–1999)
- Françoise Barrière (1944–2019)
- Jean Barraqué (1928–1973)
- Henry Barraud (1900–1997)
- Jean-Baptiste Barrière (1707–1747)
- Jean-Baptiste Barrière (* 1958)
- Adrien Barthe (1828–1898)
- Désiré-Alexandre Batton (1798–1855)
- Yves Baudrier (1906–1988)
- Auguste Bazille (1828–1891)
- François Bazin (1816–1878)
- Désiré Beaulieu (1791–1863)
- François Benoist (1794–1878)
- Hector Berlioz (1803–1869)
- Alain Bernaud (1932–2020)
- Nicolas Bernier (1664–1734)
- Albert Bertelin (1872–1951)
- Louise Bertin (1805–1877)
- Henri Bertini (1798–1876)
- Henri Montan Berton (1767–1844)
- Pierre-Montan Berton (1727–1780)
- Jean Berveiller (1904–1976)
- Louis Désiré Besozzi (1814–1879)
- Émile Bienaimé (1802–1869)
- Eugène Bigot (1888–1965)
- Marcel Bitsch (1921–2011)
- Georges Bizet (1838–1875)
- Adolphe Blanc (1828–1885)
- Claudius Blanc (1854–1900)
- Michel Blavet (1700–1768)
- André Bloch (1873–1960)
- Pierre-Auguste-Louis Blondeau (1784–1865)
- Charles Bochsa (? –1821)
- Nicolas Bochsa (1789–1856)
- Léon Boëllmann (1862–1897)
- Antoine de Boësset (1587–1643)
- François-Adrien Boïeldieu (1775–1834)
- Edouard Boilly (1799–1854)
- Joseph Bodin de Boismortier (1689–1755)
- Xavier Boisselot (1811–1893)
- Gilles Boizard (1933–1987)
- Michèle Bokanowski (* 1943)
- Fabrice Bollon (* 1965)
- Joseph Bologne, Chevalier de Saint-Georges (1745–1799)
- Jacques Bondon (1927–2008)
- Mélanie Bonis (1858–1937)
- Lili Boulanger (1893–1918)
- Nadia Boulanger (1887–1979)
- Pierre Boulez (1925–2016)
- Jérôme Bourdellon (* 1956)
- Louis-Albert Bourgault-Ducoudray (1840–1910)
- Francis Bousquet (1890–1942)
- Georges Bousquet (1818–1854)
- Guillaume Bouteiller (1788–?)
- Roger Boutry (1932–2019)
- Jules Bouval (1867–1911)
- Eugène Bozza (1905–1991)
- Robert Bréard (1894–1973)
- Thérèse Brenet (* 1935)
- Louis Brisset (1872–1939)
- Henri Brod (1799–1839)
- Clément Broutin (1851–1889)
- Antoine Brumel (≈1460 – nach 1513)
- Alfred Bruneau (1857–1934)
- Pierre-Gabriel Buffardin (1693–1768)
- Henri Busser (1872–1973)

## C
- Sylvère Caffot (1903–1993)
- Ernest Cahen (1828–1893)
- Louis Cahuzac (1880–1960)
- Gérard Calvi (1922–2015)
- François Campion (≈1686– ≈1748)
- André Campra (1660–1744)
- Marguerite Canal (1890–1978)
- Édith Canat de Chizy (* 1950)
- André Caplet (1878–1925)
- Gaston Carraud (1864–1920)
- Henri Casadesus (1879–1947)
- Marius Casadesus (1892–1981)
- Robert Casadesus (1899–1972)
- Yves de la Casinière (1897–1971)
- Jacques Castérède (1926–2014)
- Félix Cazot (1790–1857)
- Monique Cecconi-Botella (* 1936)
- Emmanuel Chabrier (1841–1894)
- Jacques Chailley (1910–1999)
- Henri Challan (1910–1977)
- René Challan (1910–1978)
- Mireille Chamass-Kyrou (* 1931)
- Cécile Chaminade (1857–1944)
- Charles-René (1863–1935)
- Joseph Charlot (1827–1871)
- Gustave Charpentier (1860–1956)
- Jacques Charpentier (1933–2017)
- Marc-Antoine Charpentier (1643–1704)
- Ernest Chausson (1855–1899)
- Charles Chaynes (1925–2016)
- Hippolyte Chelard (1789–1861)
- Victor Chéri (1830–1882)
- Edmond Cherouvrier (1831–1905)
- Michel Chion (* 1947)
- Louis Chollet (1815–1851)
- Robert Clérisse (1899–1973)
- Adrienne Clostre (1921–2006)
- Roger Cochini (* 1946)
- Jules Cohen (1830–1901)
- Léonce Cohen (1829–1901)
- Hippolyte Colet (1808–1853)
- Charles Colin (1832–1881)
- Marius Constant (1925–2004)
- Charles Constantin (1835–1891)
- Louis Constantin (≈1585–1657)
- Jean Conte (1830–1888)
- Arthur Coquard (1846–1910)
- Yves Cornière (1934–2011)
- Michel Corrette (1707–1795)
- Françoise Cotron-Henry (1936–1975)
- Armand-Louis Couperin (1727–1789)
- François Couperin (1668–1733)
- Louis Couperin (≈1625–1661)
- Jean Cras (1879–1932)
- Joseph Crèvecoeur (1819–1891)
- Bernard Crocé-Spinelli (1871–1932)

## D
- Nicolas-Marie Dalayrac (1753–1809)
- Henri Dallier (1849–1934)
- Jean-Michel Damase (1928–2013)
- Charles Dancla (1817–1907)
- Georges Dandelot (1895–1975)
- Adolphe Danhauser (1835–1896)
- Jean-Yves Daniel-Lesur (1908–2002)
- Louis-Claude Daquin (1694–1772)
- Xavier Darasse (1934–1992)
- Louis-Joseph Daussoigne-Méhul (1790–1875)
- Jean-Pierre Dautel (1917–2000)
- Samuel David (1836–1895)
- Claude Debussy (1862–1918)
- Jean-Michel Defaye (1932–2025)
- Louis Deffès (1819–1900)
- Vincent Delacour (1808–1840)
- Michel-Richard Delalande (1657–1726)
- Victor Delannoy (1825–1887)
- Michel Decoust (* 1936)
- Edouard Deldevez (1817–1897)
- Alfred Deléhelle (1826–1893)
- Georges Delerue (1925–1992)
- Léo Delibes (1836–1891)
- Marc Delmas (1885–1931)
- Claude Delvincourt (1888–1954)
- Jeanne Demessieux (1921–1968)
- Jean Déré (1886–1970)
- Alfred Desenclos (1912–1971)
- Adolphe Deslandres (1840–1911)
- Yvonne Desportes (1907–1993)
- Guillaume Despréaux (1802–1865)
- Josquin Desprez (1450/1455–1521)
- Max Deutsch (1892–1982)
- François Devienne (1759–1803)
- Francis Dhomont (1926–2023)
- Louis-Joseph Diémer (1843–1919)
- Charles Doisy (um 1750–um 1807)
- Désiré Dondeyne (1921–2015)
- Johannès Donjon (1839–1912)
- Victor Dourlen (1780–1864)
- Philippe Drogoz (1937–2023)
- Pierre-Max Dubois (1930–1995)
- Théodore Dubois (1837–1924)
- Gustave Dugazon (1781–1829)
- Paul Dukas (1865–1935)
- Henri Duparc (1848–1933)
- Gabriel Dupont (1878–1914)
- Jules Duprato (1827–1892)
- Marcel Dupré (1886–1971)
- Émile Durand (1830–1903)
- Pierre Durand (1935–1998)
- Frédéric Durieux (* 1959)
- Maurice Duruflé (1902–1986)
- Robert Dussaut (1896–1969)
- Amédée Dutacq (1848–1929)
- Henri Dutilleux (1916–2013)
- Henri Duvernoy (1820–1906)
- Victor Alphonse Duvernoy (1842–1907)

## E
- Jean Frédéric Edelmann (1749–1794)
- Paul Ehrhardt (1854–1875)
- Antoine Elwart (1808–1877)
- Maurice Emmanuel (1862–1938)
- Camille Erlanger (1863–1919)

## F
- Rolande Falcinelli (1920–2006)
- Louise Farrenc (1804–1875)
- Pierre Faubert (1828–?)
- Gabriel Fauré (1845–1924)
- Édouard Flament (1880–1958)
- Hélène Fleury-Roy (um 1880–?)
- Hippolyte de Fontmichel (1799–1874)
- Antoine Forqueray (1672–1745)
- Jean-Baptiste-Antoine Forqueray (1699–1782)
- Louis Fourestier (1892–1976)
- Alix Fournier (1864–1897)
- Jean Françaix (1912–1997)
- César Franck (1822–1890)
- Maurice Franck (1897–1983)
- Marcel Frémiot (1920–2018)

## G
- Pierre Gabaye (1930–2019)
- André Gailhard (1885–1966)
- Charles Galibert (1826–1858)
- Raymond Gallois-Montbrun (1918–1994)
- Jean Gallon (1878–1959)
- Noël Gallon (1891–1966)
- Xavier Garcia (* 1959)
- Odette Gartenlaub (1922–2014)
- Ferdinand Gasse (1780–≈1840)
- Amédée Henri Gustave Noël Gastoué (1873–1943)
- Philippe Gaubert (1879–1941)
- Edmond Gaujac (1895–1962)
- Marie-Brigitte Gauthier-Chaufour (1928–2001)
- Évelyne Gayou (* 1952)
- André Gedalge (1856–1926)
- Paul-Agricole Génin (1832–1903)
- Eugène Gigout (1844–1925)
- Alphonse Gilbert (1805–1870)
- Jean Gilles (1668–1705)
- Ernest Guiraud (1837–1892)
- Benjamin Godard (1849–1895)
- Jean-Jacques Goldman (* 1951)
- Nicholas Gombert (≈1495–≈1560)
- François Joseph Gossec (1734–1829)
- Ida Gotkovsky (* 1933)
- Christine Groult (* 1950)
- Charles Gounod (1818–1893)
- André-Ernest-Modeste Grétry (1741–1813)
- Jean-Jacques Grunenwald (1911–1982)
- Jean-Pierre Guignon (1702–1774)
- Louis-Gabriel Guillemain (1705–1770)
- Albert Guillon (1801–1854)
- René Guillou (1903–1958)
- Alexandre Guilmant (1837–1911)

## H
- Reynaldo Hahn (1874–1947)
- Naji Hakim (* 1955)
- Fromental Halévy (1799–1862)
- Fernand Halphen (1872–1917)
- Charles-Louis Hanon (1819–1900)
- Joseph Meunier d’Haudimont (1751- ca. 1789)
- Jean-Claude Henry (1934–2024)
- Pierre Henry (1927–2017)
- Ferdinand Hérold (1791–1833)
- Antoine Hervé (* 1959)
- Aristide Hignard (1822–1898)
- Paul Hillemacher (1852–1933)
- Augusta Holmès (1847–1903)
- Arthur Honegger (1892–1955)
- Jacques-Martin Hotteterre (1674–1763)
- Pierick Houdy (1929–2021)
- Jean Hubeau (1917–1992)
- Georges Hüe (1858–1948)
- Antoine Hugot (1761–1803)

## I
- Jacques Ibert (1890–1962)
- Vincent d’Indy (1851–1931)
- Paul d’Ivry (1829–1903)

## J
- Elisabeth Claude Jacquet de la Guerre (1665–1729)
- Hyacinthe Jadin (1776–1800)
- Louis Emmanuel Jadin (1768–1853)
- Clément Janequin (≈1485–1558)
- Pierre Jansen (1930–2015)
- Maurice Jarre (1924–2009)
- Charles Jay (1911–1988)
- Faustin Jeanjean (1900–1979)
- Maurice Jeanjean (1897–1968)
- Paul Jeanjean (1874–1928)
- Betsy Jolas (* 1926)
- André Jolivet (1905–1974)
- Émile Jonas (1827–1905)
- Louis-Antoine Jullien (1812–1860)

## K
- Henry Kaiser (1861 – nach 1920)
- Ginette Keller (1925–2010)
- Charles Koechlin (1867–1950)
- Rodolphe Kreutzer (1766–1831)
- Aymé Kunc (1877–1958)

## L
- Eugène Lacheurié (1831–1907)
- Pierre Lagrave (≈1810–1832)
- Édouard Lalo (1823–1892)
- Jean-François Lalouette (1651–1728)
- Serge Lancen (1922–2005)
- Noël Lancien (1934–1999)
- Jean Langlais (1907–1991)
- Robert Lannoy (1915–1979)
- Pierre Lantier (1910–1998)
- Raoul Laparra (1876–1943)
- André Laporte (≈1886–1918)
- André Lavagne (1913–2014)
- Albert Lavignac (1846–1916)
- Sylvio Lazzari (1857–1944)
- Simon Leborne (1797–1866)
- Maurice Le Boucher (1882–1964)
- Joseph Lebourgeois (1802–1824)
- Adolphe Claire Le Carpentier (1809–1869)
- Jean-Marie Leclair (1697–1764)
- Jean Lecocq
- Louis Lefébure-Wély (1817–1869)
- Charles Lefèbvre (1843–1917)
- Isidore Legouix (1834–1916)
- Michel Legrand (1932–2019)
- René Leibowitz (1913–1972)
- Édith Lejet (1941–2024)
- Jacques Lejeune (* 1940)
- Jeanne Leleu (1898–1979)
- Jean-Baptiste Lemire (1867–1945)
- Charles Lenepveu (1840–1910)
- Xavier Leroux (1863–1919)
- Jean-François Lesueur (1760–1837)
- Omer Letorey (1873–1938)
- Charles Levadé (1869–1948)
- Gaston Litaize (1909–1991)
- Henri Loche (* 1929)
- Christophe Looten (* 1958)
- Raymond Loucheur (1899–1979)
- Alain Louvier (* 1945)
- Jean-Baptiste Lully (1632–1687)
- Charles de Lusse (≈1720–≈1774)
- Henri Lutz (1864–1919)

## M
- Philippe Mabboux (* 1957)
- Guillaume de Machaut (1300/05–1377)
- Albéric Magnard (1865–1914)
- René Maillard (1931–2012)
- Aimé Maillart (1817–1871)
- Edmond Malherbe (1870–1963)
- Christian Manen (1934–2020)
- Philippe Manoury (* 1952)
- Bruno Mantovani (* 1974)
- Marin Marais (1656–1728)
- Émile Marcelin (1906–1954)
- Henri Maréchal (1842–1924)
- Yan Maresz (* 1966)
- Alain Margoni (* 1934)
- Antoine François Marmontel (1816–1898)
- Antonin Marmontel (1850–1907)
- Henri Marteau (1874–1934)
- Adolphe Marty (1865–1942)
- Georges Marty (1860–1908)
- Jean-Baptiste Masse (≈1700–≈1757)
- Victor Massé (1822–1884)
- Jules Massenet (1842–1912)
- Jean Massin (1793–?)
- Jacques Mauduit (1557–1627)
- Jules Mazellier (1879–1959)
- Étienne-Nicolas Méhul (1763–1817)
- Max Méreaux (* 1946)
- Michel Merlet (* 1939)
- André Messager (1853–1929)
- Olivier Messiaen (1908–1992)
- Jean-Christian Michel (* 1938)
- Édouard Mignan (1884–1969)
- Darius Milhaud (1892–1974)
- Edouard Millault (1808–1887)
- Edmond Missa (1861–1910)
- Jérôme-Joseph de Momigny (1762–1842)
- Jean-Joseph Cassanéa de Mondonville (1711–1772)
- Alexandre Montfort (1803–1856)
- Piotr Moss (* 1949)
- Théodore Mozin (1818–1850)
- Henri Mulet (1878–1967)
- Tristan Murail (* 1947)

## N
- Pierre-Julien Nargeot (1799–1891)
- Yves Nat (1890–1956)
- Paul Véronge de la Nux (1853–≈1911)

## O
- Jacques Offenbach (1819–1880)
- Marguerite Olagnier (1844–1906)
- Max d’Ollone (1875–1959)
- George Onslow (1784–1853)
- Eugène Ortolan (1824–1891)
- Fernand Oubradous (1903–1986)
- Etienne Ozi (1754–1813)

## P
- Émile Paladilhe (1844–1926)
- Paul Paray (1886–1979)
- Claude Paris (1808–1866)
- Claude Pascal (1921–2017)
- Raymond Pech (1876–1952)
- Émile Pessard (1843–1917)
- Jean-Louis Petit (* 1937)
- Pierre Petit (1922–2000)
- Francesco Petrini (1744–1819)
- Raymond de Pezzer (1885–1924)
- François-André Danican Philidor (1726–1795)
- Gabriel Pierné (1863–1937)
- Paul Pierné (1874–1952)
- Robert Planel (1908–1994)
- Ferdinand Poise (1828–1892)
- Toussaint Poisson (1797–1861)
- Francis Poulenc (1899–1963)
- Louis-Barthélémy Pradher (1782–1843)
- Jacques de la Presle (1888–1969)
- Eugène Prévost (1809–1872)
- Violaine Prince (* 1958)
- Paul Puget (1848–1917)
- Henriette Puig-Roget (1910–1992)

## Q
- Bertin Quentin (vor 1690–1767)
- Jean-Baptiste Quentin (vor 1690–≈1742)

## R
- Henri Rabaud (1873–1949)
- Alfred Rabuteau (1843–1916)
- Éliane Radigue (* 1932)
- Jean-Philippe Rameau (1683–1764)
- Michel Rateau (1938–2020)
- Maurice Ravel (1875–1937)
- Napoléon-Henri Reber (1807–1880)
- Michèle Reverdy (* 1943)
- Jean Rivier (1896–1987)
- Jean-Pierre Rivière (1929–1995)
- Lucie Robert-Diessel (1936–2019)
- Pierre Rode (1774–1830)
- Alexis Roger (1814–1846)
- Jean Roger-Ducasse (1873–1954)
- Pierre Roll (1787–1851)
- Joseph Guy Ropartz (1864–1955)
- Manuel Rosenthal (1904–2003)
- Claude Joseph Rouget de Lisle (1760–1836)
- Samuel Rousseau (1853–1904)
- Albert Roussel (1869–1937)
- Gaspard le Roux (1660–1707)
- Nicolas Roze (1745–1819)
- Jeanine Rueff (1922–1999)
- Gustave Ruiz (1840–?)

## S
- Camille Saint-Saëns (1835–1921)
- Théodore Salomé (1834–1896)
- Gaston Salvayre (1847–1916)
- Marcel Samuel-Rousseau (1882–1955)
- Pierre Sancan (1916–2008)
- Erik Satie (1866–1925)
- Henri Sauguet (1901–1989)
- Émile Sauret (1852–1920)
- Augustin Savard (1861–1942)
- Pierre Schaeffer (1910–1995)
- Florent Schmitt (1870–1958)
- Jules Semler-Collery (1902–1988)
- Gaston Serpette (1846–1904)
- Victor Serventi (1907–2000)
- Déodat de Séverac (1872–1921)
- Victor Sieg (1837–1899)
- Charles Silver (1868–1949)
- Maximilien Simon (1797–1861)
- Aimé Steck (1892–1966)
- Marcel Stern (1909–1989)

## T
- Germaine Tailleferre (1892–1983)
- Yoshihisa Taïra (1937–2005)
- Louise Talma (1906–1996)
- Alexandre Tansman (1897–1986)
- Antoine Taudou (1846–1925)
- Ambroise Thomas (1811–1896)
- Alphonse Thys (1807–1879)
- Yann Tiersen (* 1970)
- Antoine Tisné (1932–1998)
- Henri Tomasi (1901–1971)
- Charles Tournemire (1870–1939)
- Marcel Tournier (1879–1951)

## V
- Edgar Varèse (1883–1965)
- Marc Vaubourgoin (1907–1983)
- Pauline Viardot-Garcia (1821–1910)
- Paul Vidal (1863–1931)
- Louis Vierne (1870–1937)
- René Vierne (1878–1918)
- Jane Vieu (1871–1955)
- Charles Renaud de Vilbac (1829–1884)
- Pierre Villette (1926–1998)
- Robert de Visée (≈1660–1732)
- Philippe de Vitry (1291–1361)
- Jean Vuillermoz (1906–1940)

## W
- Émile Waldteufel (1837–1915)
- Alain Weber (1930–2019)
- Charles-Marie Widor (1844–1937)
- André Wormser (1851–1926)

## X
- Iannis Xenakis (1922–2001)

## Z
- Pierre Joseph Guillaume Zimmermann (1785–1853)